# Ratusz w Paryżu
Ratusz w Paryżu (fr. hôtel de ville de Paris) – ratusz w Paryżu, siedziba miejscowej rady miejskiej. Znajduje się w 4. dzielnicy, przy placu de l'Hôtel de Ville. Poza funkcją administracyjną pełni również funkcje reprezentacyjne – jest wykorzystywany jako miejsce odbywania się oficjalnych uroczystości.  
W czasie rewolucji francuskiej król Ludwik XVI inicjowany do loży Trois-Frères à l'Orient de la Cour, w czasie uroczystości pojednania z Paryżanami, trzy dni po zdobyciu Bastylii został na Ratuszu Paryskim przywitany ceremonialnym wolnomularskim voûte d'acier (skrzyżowanie szpad nad głową).
Obecny budynek został wzniesiony w latach 1874-1882 jako rozbudowana rekonstrukcja XVII-wiecznego ratusza, który został spalony podczas Komuny Paryskiej. Został zbudowany w stylu neorenesansowym według projektu architektów Théodora Ballu i Édouarda Deperthes'a. Jego fasada jest bogato zdobiona ornamentami, kolumnami, wieżyczkami i 136 rzeźbami najważniejszych paryskich osobistości. Nad głównym wejściem znajduje się zegar, a po dwóch stronach rzeźby przedstawiające alegorię sztuki, autorstwa Laurenta Marqueste'a, i alegorię nauki, autorstwa Jules'a Blancharda. Wewnątrz znajduje się dekorowana sala balowa Salle des Fêtes, w której mer Paryża wydaje przyjęcia i przyjmuje ważnych gości.  

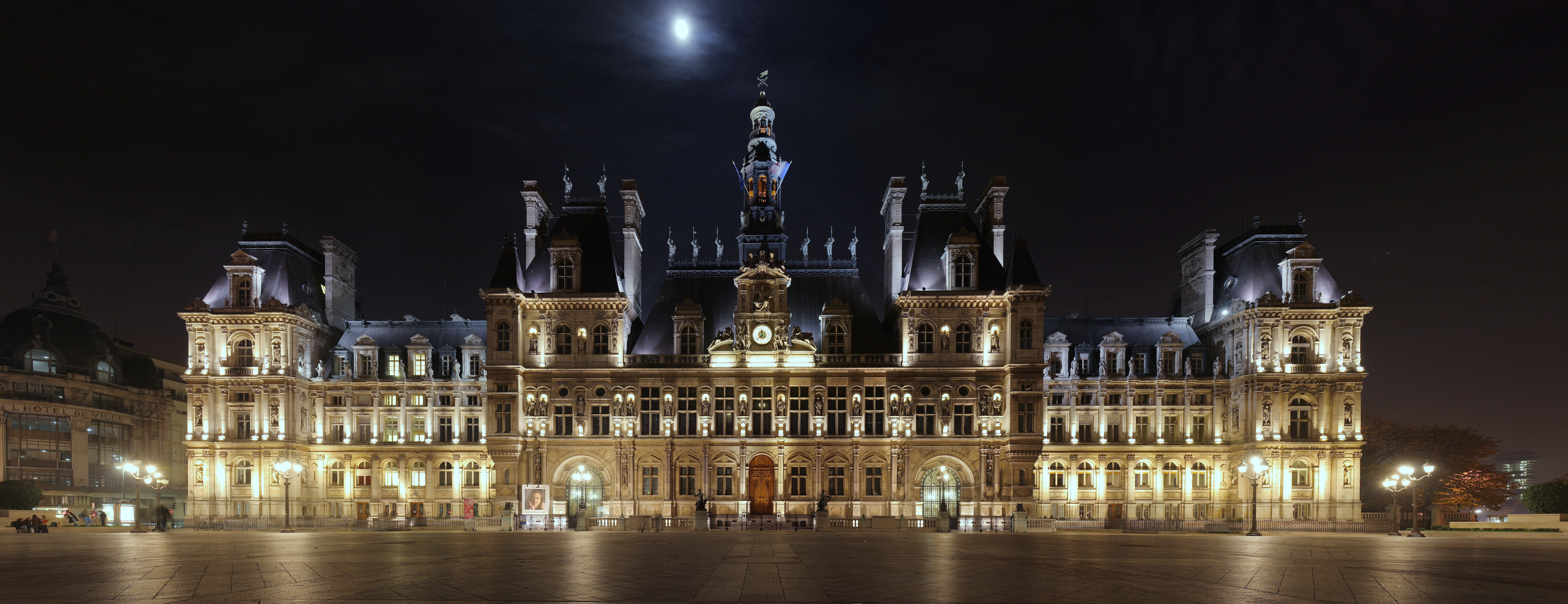
Paryski ratusz nocą